# Emilia Villanova y González de Colomer
Emilia Villanova y González de Colomer (Valencia, 26 de octubre de 1806-Madrid, 29 de mayo de 1857) fue una cantante española.

## Biografía
Nacida en Valencia en 1806, era hija de Tomás Villanova y Entreaigües, médico de cámara del rey y catedrático de ciencias naturales. Tuvo por primer maestro de solfeo a José Melchor Gomis y, cuando este marchó a Francia, cambió por Ángel Inzenga; por último, estudió bajo la tutela de Esteban Moreno, con el que contrajo matrimonio. Por fallecimiento de este, se casó en segundas nupcias con el arquitecto Narciso Pascual y Colomer. «Cuando la señorita Villanova estaba en todo su apogeo de voz y lucía en primera línea en las grandes reuniones filarmónicas de Madrid, fué desde 1826 hasta 1846, pues tomó parte asimismo en las notables y muy celebradas funciones del Liceo de Madrid, con mucho aplauso y satisfaccion de todos los concurrentes á ellas», señala Baltasar Saldoni en su Diccionario biográfico-bibliográfico de efemérides de músicos españoles. Y añade: «[...] era una de las aficionadas filarmónicas más reputadas y aplaudidas que hubo en Madrid, [...] tanto por su bellísima voz de contralto, extraordinariamente grata, pastosa, de mucha cantidad y de una igualdad extremada en toda su extension de dos octavas y tres puntos, que producia un efecto sorprendente, unido además á un método irreprochable y á una expresion y sentimiento, que arrebataba». Falleció en 1857.